# Arichanna pergracilis
Arichanna pergracilis är en fjärilsart som beskrevs av Eugen Wehrli 1933. Arichanna pergracilis ingår i släktet Arichanna och familjen mätare. Inga underarter finns listade i Catalogue of Life.